# 漠斑牙鮃
漠斑牙鮃為輻鰭魚綱鰈形目鰈亞目牙鮃科的其中一種，為亞熱帶海水魚，分布於西大西洋區，從美國北卡羅萊納州至德克薩斯州海域、半鹹水域，體長可達83公分，棲息在沿岸沙泥底質海灣、河口區，會進入淡水，以魚類及甲殼類等為食，其生活習性不明，可做為食用魚，適合清蒸、油炸或燒烤食用。

## 扩展阅读
維基物種上的相關：漠斑牙鮃